# Ken (album)
Ken è l'undicesimo album in studio del gruppo musicale canadese Destroyer, pubblicato nel 2017.

## Tracce
1. Sky's Grey – 4:06
2. In the Morning – 3:17
3. Tinseltown Swimming in Blood – 4:46
4. Cover from the Sun – 2:13
5. Saw You at the Hospital – 3:30
6. A Light Travels Down the Catwalk – 3:08
7. Rome – 5:01
8. Sometimes in the World – 2:34
9. Ivory Coast – 4:49
10. Stay Lost – 2:22
11. La Regle du Jeu – 4:01

## Formazione
- Daniel Bejar – basso, chitarra elettrica, chitarra acustica, sintetizzatore, voce
- Ted Bois – piano
- Nicolas Bragg – chitarra elettrica
- David Carswell – chitarra acustica, chitarra elettrica
- JP Carter – effetti, tromba
- John Collins – basso
- Joseph Shabason – effetti, sassofono
- Josh Wells – basso, programmazioni, batteria, chitarra elettrica, percussioni, piano, sintetizzatore